# Alekséi Starobinski
Alekséi Aleksándrovich Starobinski (en ruso: Алексей Александрович Старобинский;  Moscú, 19 de abril de 1948-22 de diciembre de 2023) fue un astrofísico y cosmólogo ruso.

## Biografía
Starobinski fue discípulo de Yákov Zeldóvich. Se graduó en 1972 y doctoró en 1975 en el Instituto Landau de Física Teórica de la Academia Rusa de Ciencias. Es científico senior allí. De 1990 a 1997 dirigió allí el Departamento de Gravitación y Cosmología. De 1999 a 2003 fue subdirector del instituto.
A principios de la década de 1970, Starobinski se ocupó de la generación de partículas en cosmología y la generación de partículas y la radiación de los agujeros negros con rotación (1973/74), un precursor de la radiación de Hawking. También fue un pionero en la teoría de la Cosmología Inflacionista en el este en 1979, en el oeste fue Alan Guth simultáneamente.
En 1991, fue un científico visitante en la Escuela Normal Superior de 2006 en el Instituto Henri Poincaré, 1994/1994 y 2007 en el Instituto Yukawa de la Universidad de Kioto y 2000/2001 en el Centro de Investigación para el Universo temprano de la Universidad de Tokio.
Starobinski es miembro de la Academia Rusa de Ciencias. En 1996 recibió el Premio AA Friedmann de la Academia Rusa de Ciencias. Ha sido coeditor de JETP Letters desde 1991, International Journal of Modern Physics D desde 1992, Classical and Quantum Gravity desde 1993 hasta 1996, y General Relativity and Gravitation desde 1989 hasta 1997.
En 2009 Starobinski fue galardonado junto a Viacheslav Mujánov con el Premio Tomalla por sus contribuciones a la cosmología inflacionista, y específicamente para el cálculo del espectro de radiación gravitatoria producida en la fase inflacionaria del universo. En 2010 recibió la Medalla Oskar Klein. En el mismo año 2010 fue elegido miembro de la Leopoldina. En 2012, Starobinski y Mujánov recibieron la Medalla Amaldi. En 2013, el Premio Gruber de Cosmología. En 2014, Starobinski recibió el Premio Kavli en Astrofísica. Es miembro extranjero de la Academia Noruega de Ciencias y Letras y desde 2017 de la Academia Nacional de Ciencias de Estados Unidos.

## Contribución científica
Sus contribuciones científicas se produjeron en las siguientes áreas: teoría clásica y cuántica de la gravedad, cosmología, astrofísica relativista.
Junto con Ya. B. Zeldóvich, calculó el número de partículas y el valor medio del tensor energía-momento de los campos cuánticos en un modelo cosmológico anisotrópico homogéneo. Junto al mismo, le demostraron a Stephen Hawking que, de acuerdo con el principio de incertidumbre de la mecánica cuántica, los agujeros negros giratorios deben generar e irradiar partículas. Con Yu. N. Pariiski y otros, conjeturó fluctuaciones en la temperatura de la radiación de fondo.
Junto con A. Guth y A. Linde, son los responsables de la teoría del universo inflacionario. Los resultados más importantes en esta área: el primer cálculo del espectro de las ondas gravitacionales generadas por la etapa de la inflación, el primer modelo de serie del escenario de inflación, la primera (simultáneamente, pero independientemente de S. Hawking, y A. Guth) para cuantificar el cálculo correcto del espectro de perturbaciones de densidad, la teoría estocástica de la inflación, teoría de la materia de calentamiento en el universo después del final de la etapa inflacionaria, la teoría de la transición de la descripción cuántica de inhomogeneidades primarias a la clásica.

## Premios y distinciones
- Premio A. A. Friedman de la Academia Rusa de Ciencias (1996)[5]
- Premio Tomalla (Suiza) (2009)[6]
- Medalla Oskar Klein de la Real Academia Sueca de Ciencias y la Universidad de Estocolmo (2010) (con la sugerencia de leer la conferencia conmemorativa de O. Klein)[7]
- Medalla memoral del Comité Central del Partido Comunista de la Federación de Rusia "300 años a MV Lomonosov" (2011), fue entregado por el presidente del Comité Central del Partido Comunista de la Federación de Rusia G. A. Zyuganov[8]
- Medalla Amaldi de la Sociedad Gravitatoria Italiana (conjuntamente con V. F. Mujánov) (2012)[9]
- Premio Gruber en el campo de la cosmología (junto con V. F. Mujánov) (2013) en la cantidad de 500 mil dólares estadounidenses[10]
- Premio Kavli en Astrofísica (2014)[11]
- Medalla de oro Sájarov de la Academia Rusa de Ciencias (2016)[12]